# Шицс, Андрис
Андрис Шицс (латыш. Andris Šics; 12 мая 1985 года, Сигулда, Латвийская ССР) — латвийский саночник, трёхкратный призёр Олимпийских игр, многократный призёр чемпионатов мира, трёхкратный чемпион Европы. Один из сильнейших саночников 2010-х годов, выступавших на двухместных санях.
Заниматься профессиональным санным спортом в соревнованиях двоек начал в 2003 году. В соревнованиях двоек участвует вместе со своим братом Юрисом. Серебряный призёр в зимних Олимпийских играх 2010 года (Ванкувер). На мировом чемпионате в 2008 и в 2009 году получил бронзу. На зимних Олимпийских играх 2014 года в Сочи завоевал две бронзы. На Олимпийских играх 2018 года братья Шицсы считались одними из претендентов на награды, но неудачно проехали первый спуск (9-е место), что практически лишило латышей шансов на медали. Во втором спуске Шицсы показали 4-й результат и по сумме заняли шестое место.
Кавалер ордена Трёх звезд (2010). Кавалер Креста Признания III степени (2014).
Братья Шицсы завершили карьеру в апреле 2022 года.